# Адміністративний устрій Старовижівського району
Адміністративний устрій Старовижівського району — адміністративно-територіальний поділ Старовижівського району Волинської області на 3 сільські громади, 1 селищну та 12 сільських рад, які об'єднують 47 населених пунктів та підпорядковані Старовижівській районній раді. Адміністративний центр — смт Стара Вижівка.

## Список громадСтаровижівського району
| № | Назва                            | Центр             | Населені пункти | Площа км? | Місце за площею | Населення (2001), чол. | Місце за населенням | Розташування |
| - | -------------------------------- | ----------------- | --- | --------- | --------------- | ---------------------- | ------------------- | ------------ |
| 1 | Дубечненська сільська громада    | c. Дубечне        | c. Глухи c. Дубечне с. Залюття с. Лютка с. Мокре с. Рокита с. Текля |           |                 |                        |                     |              |
| 2 | Сереховичівська сільська громада | c. Сереховичі     | с. Грабове с. Комарове с. Ниці с. Нова Воля c. Сереховичі c. Синове с. Солов'ї |           |                 |                        |                     |              |
| 3 | Смідинська сільська громада      | c. Смідин         | с. Кукуріки с. Лісняки с. Паридуби c. Рудня c. Смідин с. Сьомаки |           |                 |                        |                     |              |
| 4 | Старовижівська селищна громада   | смт Стара Вижівка | смт Стара Вижівка с. Борзова с. Брідки с. Брунетівка с. Галина Воля с. Мельники c. Мизове c. Нова Вижва c. Поліське с. Рудка c. Седлище с. Смолярі с. Хотивель с. Чевель с. Черемшанка |           |                 |                        |                     |              |

## Список радСтаровижівського району(з 2016)
| № | Назва                        | Центр         | Населені пункти                               | Площа км² | Місце за площею | Населення (2001), чол. | Місце за населенням | Розташування |
| - | ---------------------------- | ------------- | --------------------------------------------- | --------- | --------------- | ---------------------- | ------------------- | ------------ |
| 1 | Буцинська сільська рада      | с. Буцин      | с. Буцин                                      |           |                 |                        |                     |              |
| 2 | Журавлинська сільська рада   | c. Журавлине  | c. Журавлине                                  |           |                 |                        |                     |              |
| 3 | Кримненська сільська рада    | c. Кримне     | c. Кримне с. Яревище                          |           |                 |                        |                     |              |
| 4 | Любохинівська сільська рада  | c. Любохини   | c. Любохини                                   |           |                 |                        |                     |              |
| 5 | Секунська сільська рада      | c. Секунь     | c. Секунь                                     |           |                 |                        |                     |              |
| 6 | Соколищенська сільська рада  | c. Соколище   | c. Соколище с. Мильці с. Підсинівка с. Шкроби |           |                 |                        |                     |              |
| 7 | Старогутівська сільська рада | c. Стара Гута | с. Стара Гута с. Сукачі                       |           |                 |                        |                     |              |

## Список радСтаровижівського району(до 2016)
| №  | Назва                         | Центр             | Населені пункти                                   | Площа км² | Місце за площею | Населення (2001), чол. | Місце за населенням | Розташування |
| -- | ----------------------------- | ----------------- | ------------------------------------------------- | --------- | --------------- | ---------------------- | ------------------- | ------------ |
| 1  | Старовижівська селищна рада   | смт Стара Вижівка | смт Стара Вижівка с. Брідки с. Мельники           |           |                 |                        |                     |              |
| 2  | Буцинська сільська рада       | с. Буцин          | с. Буцин                                          |           |                 |                        |                     |              |
| 3  | Галиновільська сільська рада  | с. Галина Воля    | с. Галина Воля с. Смолярі                         |           |                 |                        |                     |              |
| 4  | Глухівська сільська рада      | c. Глухи          | c. Глухи с. Текля                                 |           |                 |                        |                     |              |
| 5  | Дубечненська сільська рада    | c. Дубечне        | c. Дубечне с. Залюття с. Лютка с. Мокре с. Рокита |           |                 |                        |                     |              |
| 6  | Журавлинська сільська рада    | c. Журавлине      | c. Журавлине                                      |           |                 |                        |                     |              |
| 7  | Кримненська сільська рада     | c. Кримне         | c. Кримне с. Яревище                              |           |                 |                        |                     |              |
| 8  | Любохинівська сільська рада   | c. Любохини       | c. Любохини                                       |           |                 |                        |                     |              |
| 9  | Мизівська сільська рада       | c. Мизове         | c. Мизове                                         |           |                 |                        |                     |              |
| 10 | Нововижвівська сільська рада  | c. Нова Вижва     | c. Нова Вижва с. Рудка с. Хотивель                |           |                 |                        |                     |              |
| 11 | Поліська сільська рада        | c. Поліське       | c. Поліське с. Брунетівка с. Чевель               |           |                 |                        |                     |              |
| 12 | Руднянська сільська рада      | c. Рудня          | c. Рудня с. Кукуріки с. Сьомаки                   |           |                 |                        |                     |              |
| 13 | Седлищенська сільська рада    | c. Седлище        | c. Седлище с. Борзова с. Черемшанка               |           |                 |                        |                     |              |
| 14 | Секунська сільська рада       | c. Секунь         | c. Секунь                                         |           |                 |                        |                     |              |
| 15 | Сереховичівська сільська рада | c. Сереховичі     | c. Сереховичі с. Грабове с. Нова Воля             |           |                 |                        |                     |              |
| 16 | Синівська сільська рада       | c. Синове         | c. Синове                                         |           |                 |                        |                     |              |
| 17 | Смідинська сільська рада      | c. Смідин         | c. Смідин с. Лісняки с. Паридуби                  |           |                 |                        |                     |              |
| 18 | Соколищенська сільська рада   | c. Соколище       | c. Соколище с. Мильці с. Підсинівка с. Шкроби     |           |                 |                        |                     |              |
| 19 | Солов'ївська сільська рада    | c. Солов'ї        | с. Солов'ї с. Комарове с. Ниці                    |           |                 |                        |                     |              |
| 20 | Старогутівська сільська рада  | c. Стара Гута     | с. Стара Гута с. Сукачі                           |           |                 |                        |                     |              |